# John Lowe (martyr)
Pour les articles homonymes, voir John Lowe.
John Lowe (parfois orthographié Low) (Né vers 1553 à Londres en Angleterre - mort le 8 octobre 1586 à Tyburn, Londres, Angleterre ) est un prêtre catholique anglais mort martyr sous le règne d'Elizabeth Ire.

## Biographie
John Lowe est prêtre anglican lorsqu'il décide de devenir catholique. Pour pouvoir être ordonné prêtre catholique il se rend en France et intègre le Collège anglais de Douai ainsi qu'au collège anglais de Rome. Il est ordonné prêtre en 1582. De retour en Angleterre il passe le cœur de son temps à Londres probablement caché par sa propre famille, sa famille semble elle aussi s'être convertie - pour cette raison elle perdra privilèges, titres et propriétés. Il semble avoir exercé le ministère d'exorciste. En 1586 il est appréhendé. Il est enfermé dans la prison dit The Clink. Reconnu coupable de trahison par ses juges (revenir au pays pour un anglais en ayant été ordonné prêtre catholique était considéré à cette époque comme une haute trahison par le gouvernement du pays) il est condamné à mort et doit subir le supplice réservé aux traîtres à savoir pendaison, éviscération et écartèlement. Il est exécuté le 8 octobre 1586. Avec lui deux autres prêtres catholiques, John Adams et Robert Dibdale sont aussi mis à mort.

## Vénération
John Lowe a été béatifié le 22 novembre 1987 par le pape Jean Paul II. Il est l'un des quatre-vingt-cinq Quatre-vingt-cinq martyrs d'Angleterre et de Galles béatifié par ce dernier. Figurant dans la liste des martyrs de Douai il est vénéré par l'Église catholique le 8 octobre.